# El Crispín
El Crispín é uma comuna da província de Córdoba, na Argentina.